# Seegurken

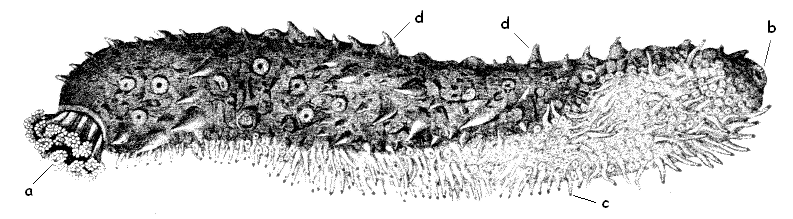
Holothuria tubulosa (a – Tentakel, b – Analöffnung, c – Saugfüße der Bauchseite, d – Papillen auf der Rückseite)

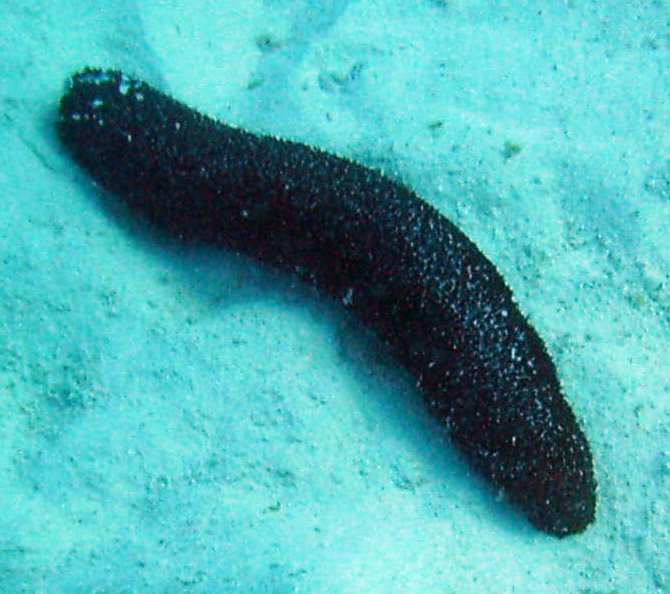
Typische Körperform sedimentfressender Flachwasser-Seegurken

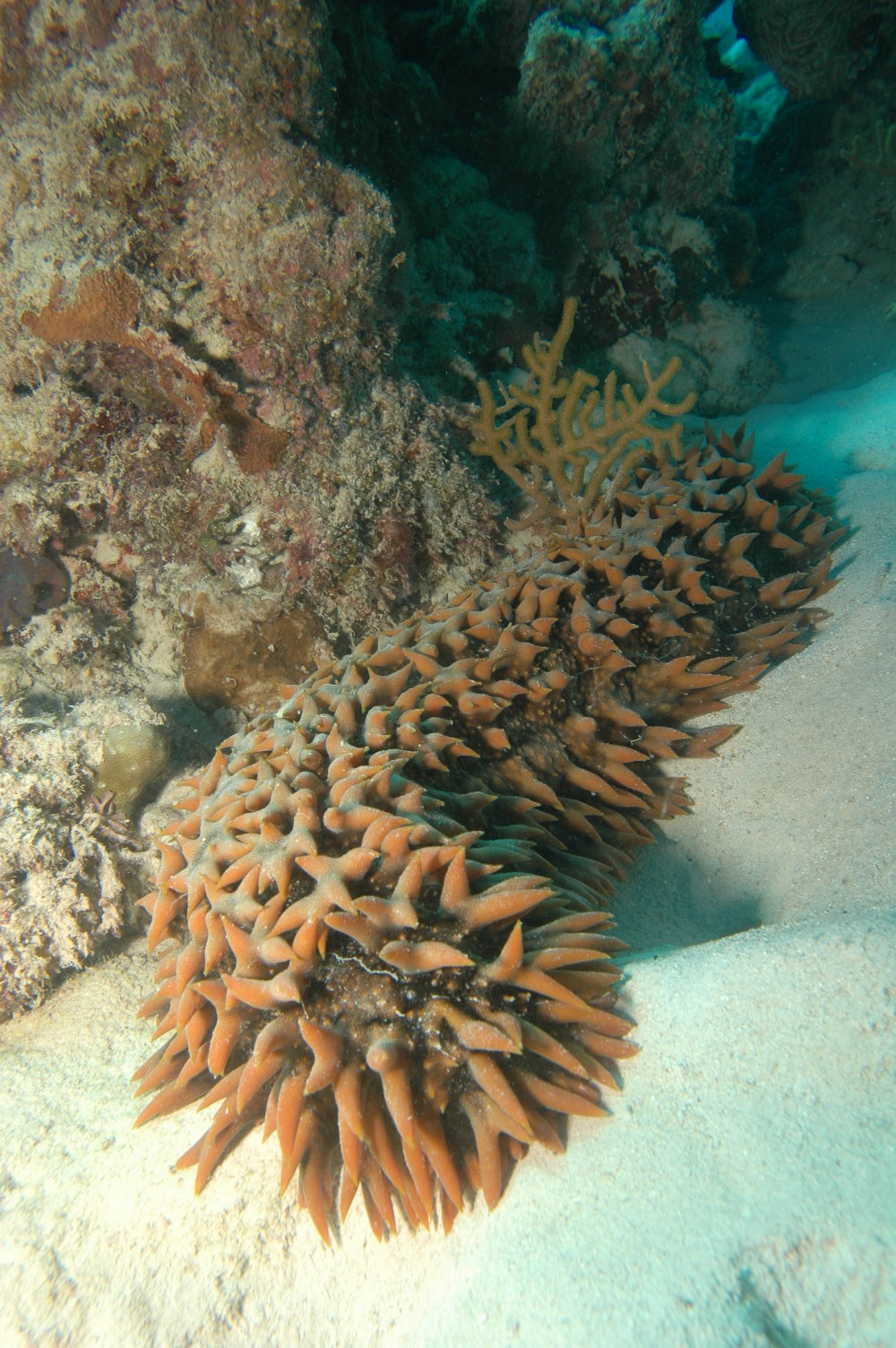
Ananas-Seewalze (Thelenota ananas)

Die Seegurken (Holothuroidea), auch Seewalzen oder Holothurien genannt, sind eine Klasse im Stamm der Stachelhäuter. Mit gut 1700 Arten sind sie, neben den Schlangensternen und Seesternen, die formenreichste Gruppe der heutigen Stachelhäuter, zu denen als nahe verwandte Gruppe beispielsweise die Seeigel gehören. In der Tiefsee bestehen 90 Prozent der bodennahen Biomasse aus Seegurken.

## Bau
Seegurken sind Meeresbewohner mit einem ein Millimeter (Meiofauna) bis zweieinhalb Meter (Gefleckte Wurmseegurke) langen, walzenförmigen Körper. Die für die übrigen Stachelhäuter typische fünfstrahlige Radiärsymmetrie ist äußerlich nur noch an den fünf Reihen der Ambulacralfüßchen zu erkennen. Durch Anpassungen an das Bodenleben findet sich häufig eine sekundäre Bilateralsymmetrie. Der muskulöse, längliche Körper weist am Vorderende eine Mundöffnung auf, welche häufig von Tentakeln umgeben ist.
Im Gegensatz zu anderen Stachelhäutern besitzen Seegurken nur noch Skelettrudimente in Form von kleinen Kalzitnadeln (Sklerite). Statt eines Skeletts besitzen sie einen Hautmuskelschlauch aus Längs- und Ringmuskulatur sowie einer dicken Schicht mutabilen Bindegewebes. 
Das Blutgefäßsystem ist relativ hoch entwickelt. Es besteht aus einem oralen (um die Mundöffnung verlaufenden) Ringgefäß, von dem fünf blind endende Radiärgefäße abzweigen. Am Darm führen ein dorsales und ein ventrales Gefäß entlang, die durch pulsierende Verbindungen (Herzen) miteinander in Verbindung stehen. Auch die von einigen Arten ausgebildete Wasserlunge wird netzartig von Gefäßen umsponnen.
Man kann eine Kriechsohle (Trivium) von einem Rücken (Bivium) unterscheiden. Das Trivium besteht aus drei Radien sowie zwei Interradien und ist durch eine hohe Anzahl an Ambulacralfüßchen gekennzeichnet. Das Bivium hingegen besteht aus zwei Radien und drei Interradien. Die Füßchen sind um- oder rückgebildet. Die Fortbewegung der Seegurken erfolgt mittels der auf der Bauchseite zu findenden Ambulacralfüßchen. 
Als weitere Besonderheiten besitzen die meisten füßchentragenden Seegurken Wasserlungen, bei denen es sich um Ausstülpungen des Enddarms handelt. 
Im Mittelmeer sitzt in den Wasserlungen der Königsseegurke (Stichopus regalis) relativ häufig der Eingeweidefisch (Carapus acus), zum Teil lebt er auch in den Wasserlungen von Holothuria-Arten. Bei südostasiatischen Holothuria-Arten findet sich regelmäßig ein transparenter Fisch, der den Wirt über den Anus verlassen kann.
Die bei wenigen Arten zu findenden sogenannten Cuvierschen Schläuche dagegen dienen der Verteidigung der Tiere und werden bei Gefahr in Richtung Angreifer gespritzt. Sie bilden klebrige Schleimfäden, welche den Feind verwirren und unter Umständen sogar kampfunfähig machen können. Die Klebstoffe können auch Gifte enthalten (Holothurine).
Des Weiteren ist es den Seegurken möglich, einen Teil ihrer inneren Gedärme bei einem Angriff als Ablenkung des Gegners auszuwerfen. Diese werden später nachgebildet.

## Nahrung
Bei den Seegurken sind Sedimentfresser und Planktonfresser bekannt.
Bei den Sedimentfressern (darunter alle europäischen Arten) kriechen die adulten Tiere über den Boden des Meeres und nehmen dabei Sedimente mit organischen Bestandteilen wie Detritus, Algen und Sandlückenfauna auf. Die organischen Bestandteile werden verdaut und das unverdauliche mineralische Sediment wieder ausgeschieden. Man könnte diese Seegurken als „Meeresstaubsauger“ oder Sedimentsortierer bezeichnen.
Die planktonfressenden Seegurken haben einen stark vergrößerten Tentakelkranz, mit dem sie Plankton aus dem Wasser fangen.

## Fortpflanzung
Die Seegurken sind getrenntgeschlechtlich und geben ihre Geschlechtsprodukte direkt ins Meerwasser ab. Innerhalb einer Bucht läuft dies meist synchron ab. Sie richten sich dazu mit dem Vorderende senkrecht auf und entlassen an der Spitze eine weißliche (Spermien) bis gelbliche (Eizellen) Flüssigkeit. Ihre bilateral-symmetrischen Larven leben planktonisch und werden als Auricularia bezeichnet. Neben der geschlechtlichen Fortpflanzung können sich viele Seegurken auch durch Teilung vermehren.

## Systematik

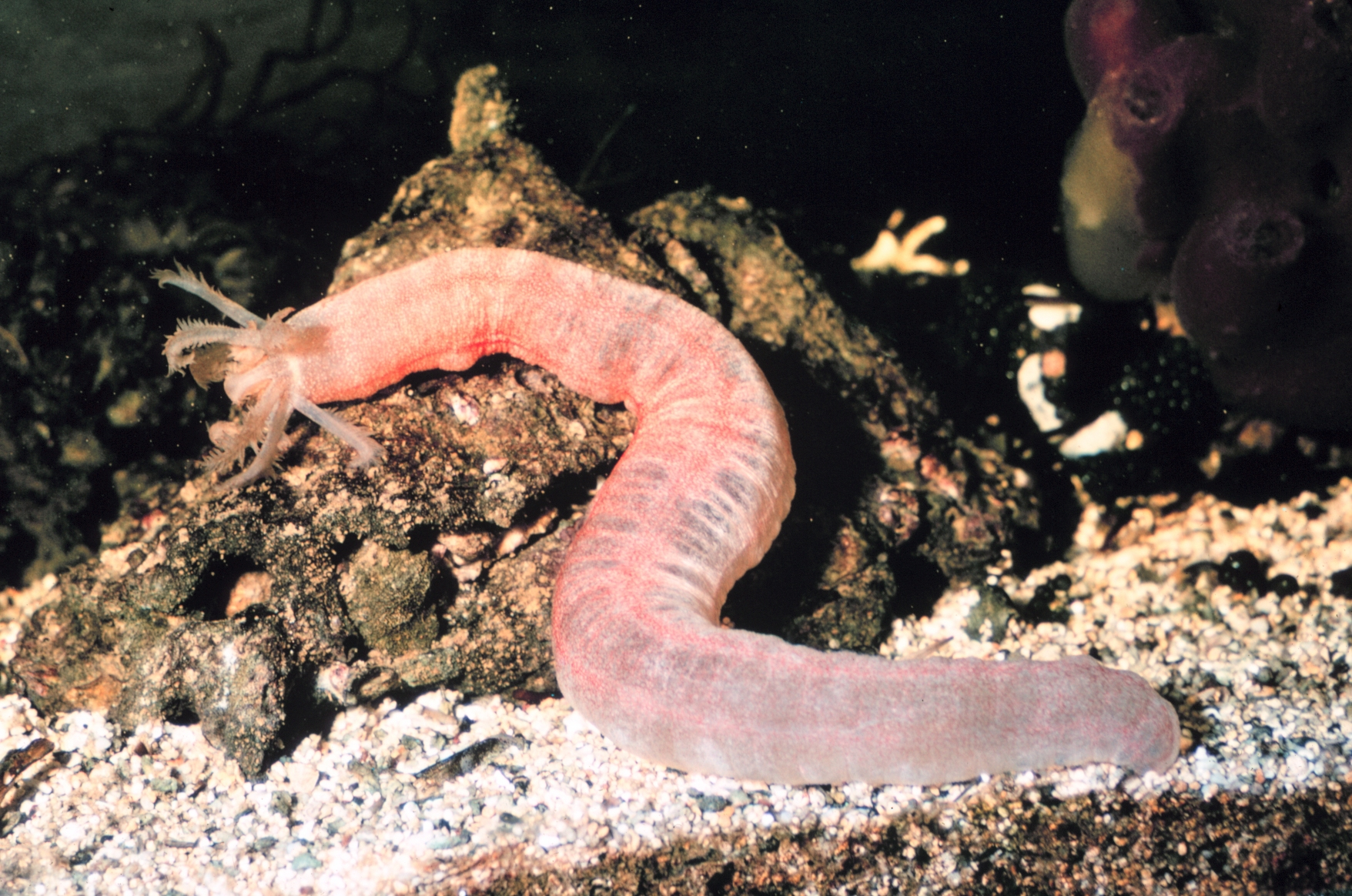
Wurmseegurke (Synaptidae)

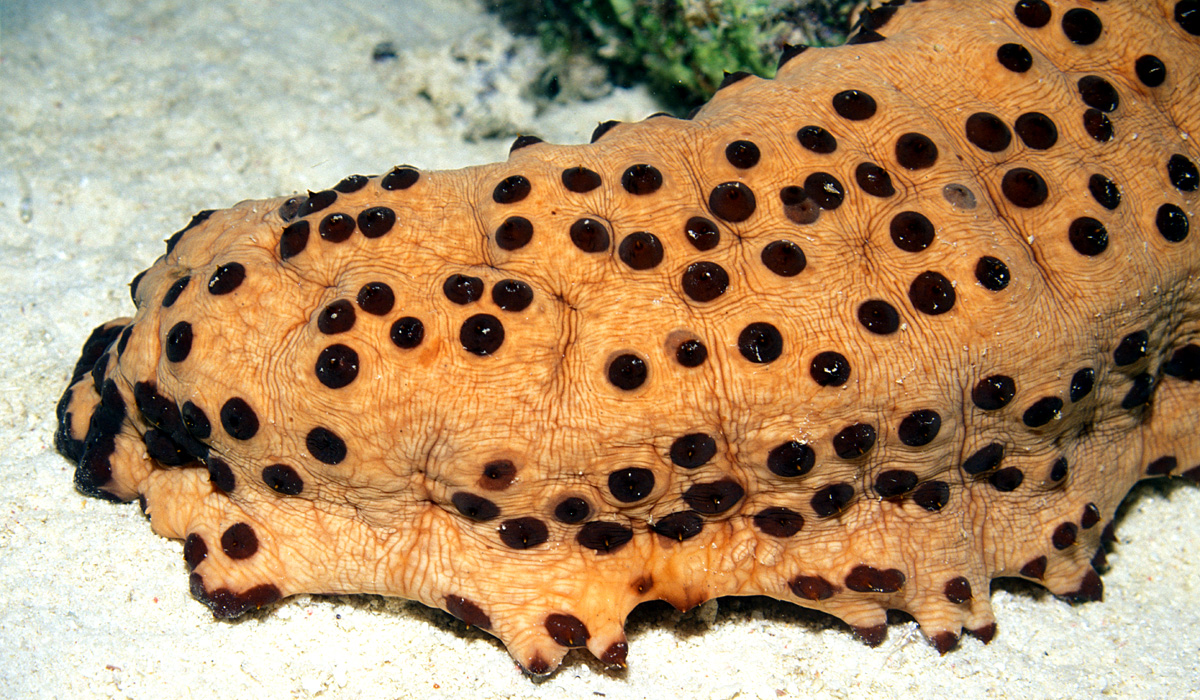
Isostichopus badionotus

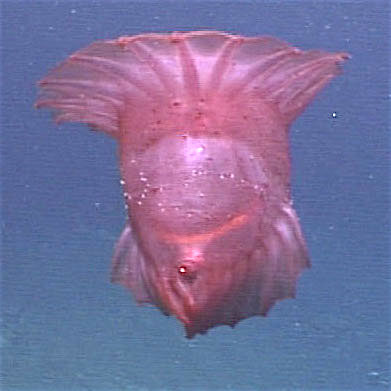
Enypniastes, eine schwimmfähige Seegurke

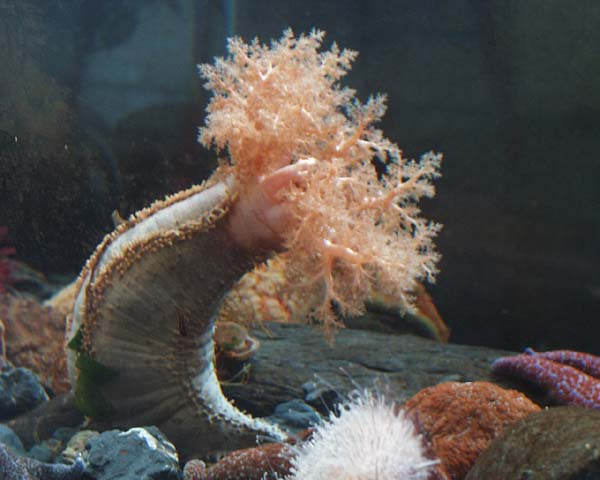
Die Plankton fressende Seegurke Cucumaria miniata

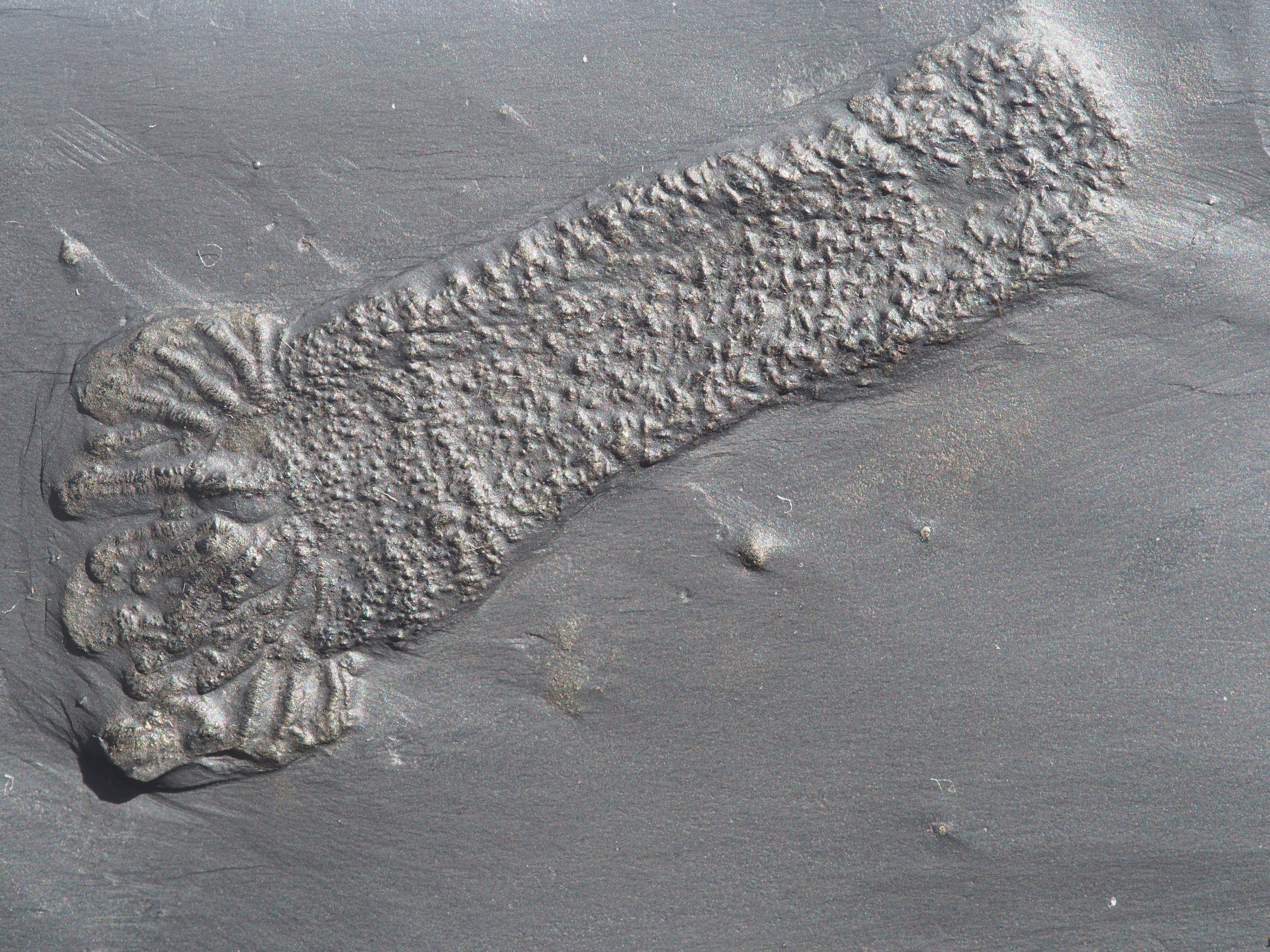
Die fossile Seegurke Palaeocucumaria hunsrueckiana aus dem Devon von Bundenbach, Deutschland.

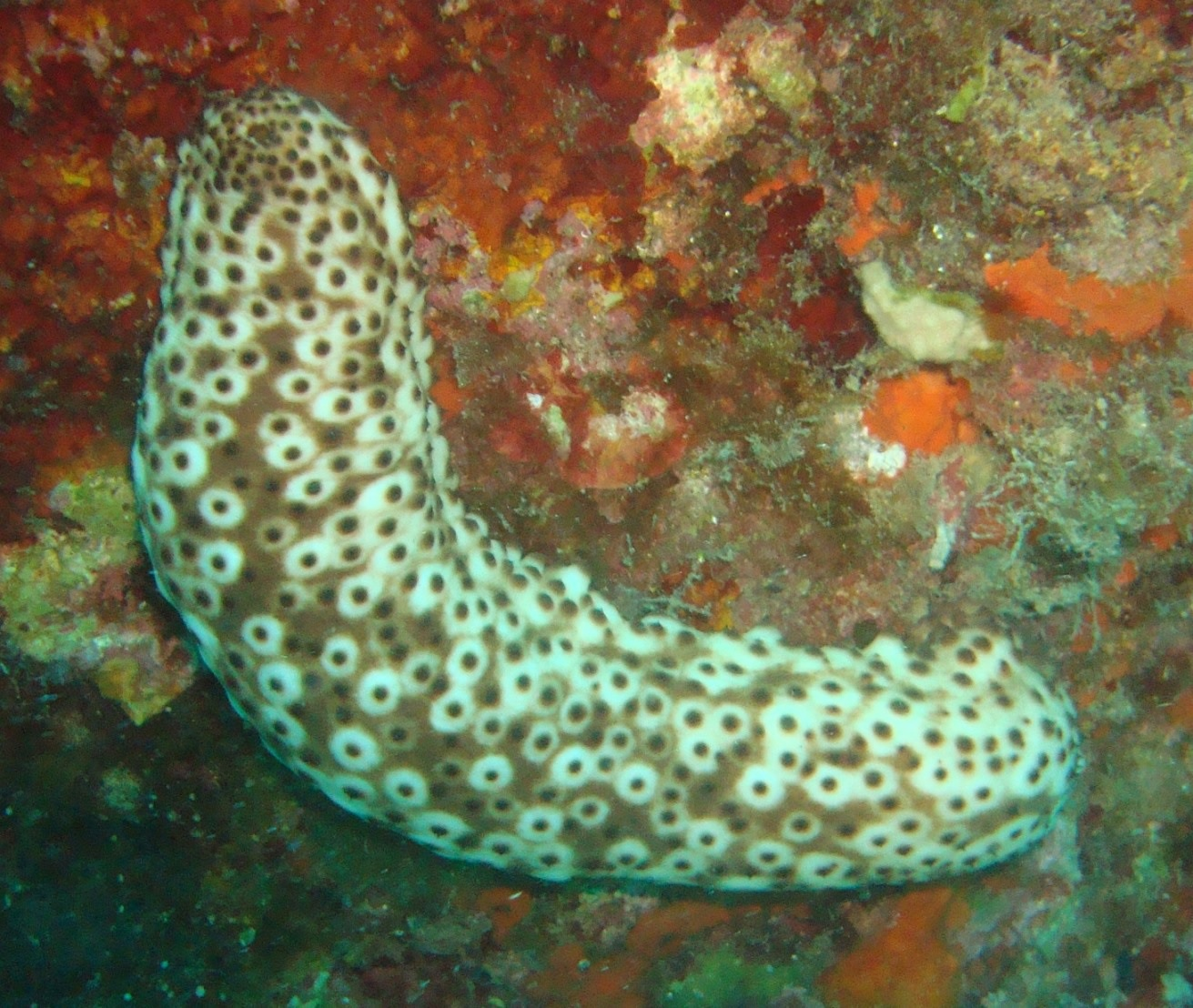
Holothuria sanctori aus dem Mittelmeer (Ägäis)

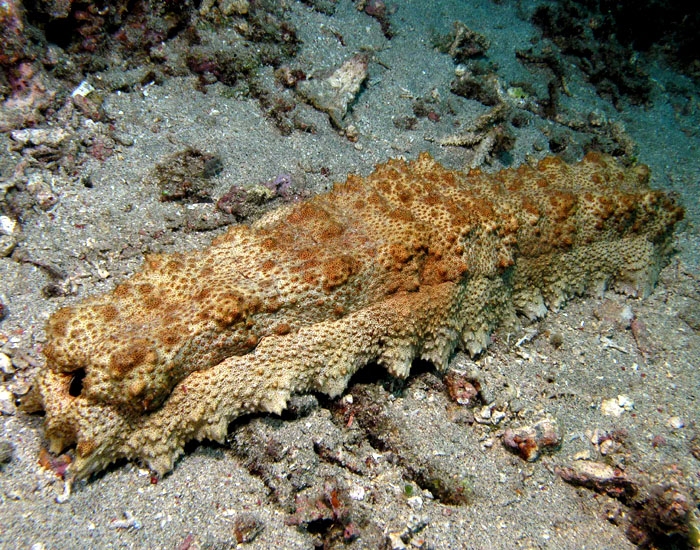
Braune Holothuria aus Osttimor

Die Seegurken werden derzeit in mindestens acht Großgruppen (Ordnungen) mit 31 Familien unterteilt.
- Ordnung † Arthrochirotida Seilacher, 1961
  - Familie † Palaeocucumariidae Frizzell & Exline, 1966
- Ordnung Apodida Brandt, 1835
  - Familie Chiridotidae Östergren, 1898
  - Familie Myriotrochidae Théel, 1877
  - Familie Synaptidae Burmeister, 1837 sensu Östergren, 1898
- Ordnung Elasipodida Théel, 1882
  - Familie Deimatidae Théel, 1882
  - Familie Elpidiidae Théel, 1877
  - Familie Laetmogonidae Ekman, 1926
  - Familie Pelagothuriidae Ludwig, 1893
  - Familie Psychropotidae Théel, 1882
- Ordnung Holothuriida Miller, Kerr, Paulay, Reich, Wilson, Carvajal & Rouse, 2017
  - Familie Holothuriidae Burmeister, 1837
  - Familie Mesothuriidae Smirnov, 2012
- Ordnung Synallactida Miller, Kerr, Paulay, Reich, Wilson, Carvajal & Rouse, 2017
  - Familie Stichopodidae Haeckel, 1896
  - Familie Synallactidae Ludwig, 1894
- Ordnung Persiculida Miller, Kerr, Paulay, Reich, Wilson, Carvajal & Rouse, 2017
  - Familie Gephyrothuriidae Koehler & Vaney, 1905
  - Familie Molpadiodemidae Miller, Kerr, Paulay, Reich, Wilson, Carvajal & Rouse, 2017
  - Familie Pseudostichopodidae Miller, Kerr, Paulay, Reich, Wilson, Carvajal & Rouse, 2017
- Ordnung Molpadida Haeckel, 1896
  - Familie Caudinidae Heding, 1931
  - Familie Eupyrgidae Semper, 1867
  - Familie Molpadiidae J. Müller, 1850
- Ordnung Dendrochirotida Grube, 1840
  - Familie Cucumariidae Ludwig, 1894
  - Familie Cucumellidae Thandar & Arumugam, 2011
  - Familie Heterothyonidae Pawson, 1970
  - Familie † Monilipsolidae Smith & Gallemí, 1991
  - Familie Paracucumidae Pawson & Fell, 1965
  - Familie Phyllophoridae Östergren, 1907
  - Familie Placothuriidae Pawson & Fell, 1965
  - Familie Psolidae Burmeister, 1837
  - Familie Rhopalodinidae Théel, 1886
  - Familie Sclerodactylidae Panning, 1949
  - Familie Vaneyellidae Pawson & Fell, 1965
  - Familie Ypsilothuriidae Heding, 1942

## Vorkommen
Seegurken kommen in allen Weltmeeren, sowohl im Flachwasserbereich als auch in der Tiefsee, vor.

## Nutzung
In einigen Ländern Asiens werden eingelegte Innereien von Seegurken als Delikatesse zubereitet, zum Beispiel das japanische Gericht Konowata (Stichopus japonicus). In Spanien gelten die inneren Muskelstränge der Königsseegurke als Delikatesse und werden gekocht mit Nudeln gegessen. Die getrocknete und zwischendurch zwei- bis dreimal gedämpfte und schließlich mehrere Monate geräucherte Seegurke wird Trepang (malaiisch für Seegurke) genannt. Sie wird beispielsweise für die sogenannte Trepang-Suppe verwendet. Bunte Seegurken, wie die Seeäpfel (Pseudocolochirus), werden gelegentlich in Meerwasseraquarien gehalten.

## Gefährdung
Zurzeit (2023) stuft die IUCN von 371 erfassten Arten 7 Arten als stark gefährdet (Endangered) und 9 Arten als gefährdet (Vulnerable) ein, insgesamt 16 Arten. 244 Arten können aktuell nicht bewertet werden (data deficient).

## Namen und Volkstümliches
Das holothúrion (griech.) ist nach Aristoteles ein sagenhaftes, zwischen Tier und Pflanze stehendes Wesen. Auf dem optischen Eindruck bei der Abgabe der Geschlechtsprodukte beruht der italienische Trivialname cazzo di mare ‚Meer-Penis‘.